# Улица Крылова (Томск)
У́лица Крыло́ва — улица в Томске, от переулка Батенькова до Новособорной площади.

## История
Первое название улицы — Монастырская (1853) — связано с располагавшимся на ней Богородице-Алексеевским мужским монастырём. Первая застройка улицы вся была деревянной. Строительство первой каменной церкви было начато в 1776 году. В 1746 году в монастыре была открыта первая на территории Томской губернии школа — Русское духовное училище.
В 1832 году деревянная ограда монастыря была заменена каменной. В 1910-е годы улица была замощена.
Рядом с монастырём вице-губернатором Н. Н. Петуховым был разбит «Петуховский сад».
В усадьбе купца Семёна Феофановича Хромова (находилась на углу с современным проспектом Фрунзе на месте здания по проспекту Фрунзе дом 16 / улице Крылова, дом 26) в специально устроенной зимней келье жил старец Фёдор Кузьмич.
Дом 29 принадлежал Кухтериным, дом 23 — П. И. Макушину, в доме 26 жил писатель Н. И. Наумов.

## Новая история
6 октября 1927 улица была переименована в улицу Семашко в честь наркома здравоохранения Николая Семашко в связи с ожидавшимся его визитом в Томск (состоялся в мае 1928 года).
В 1938 году улица Семашко вошла в состав Черепичной улицы и прекратила существование.
27 ноября 1944 года Черепичную улицу переименовали в улицу Крылова к столетию со дня смерти выдающегося русского писателя Ивана Андреевича Крылова.
8 мая 1964 года часть улицы выделили в самостоятельную улицу, названную в честь выдающегося томского учёного-физика академика В. Д. Кузнецова (1887—1963).

## Неопределённость наименования
Согласно решению Томского горкома КПСС и горисполкома от 27.11.1944 года местная власть (это были люди в основном приезжие, назначенные на партийную работу во вновь создаваемую тогда, в 1944, Томскую область) переименовала северный участок Черепичной улицы в честь Ивана Крылова, русского писателя-баснописца XIX века. Однако имя было опущено и улица стала просто улицей Крылова. Этой версии наречения улицы до 2013 года придерживались все основные томские краеведы. Неопределённость возникла в момент публикации в томской областной газете «Красное знамя» от 03.10.2013 заметки о томской топонимике, где утверждается, что улица, определённо, была названа в честь известного томского учёного, ботаника и флориста Порфирия Никитича Крылова, работавшего в Томском университете. Пока в открытом доступе нет однозначного текста решения Томского горисполкома от 27.11.1944 о присвоении улице имени Крылова.

## Заметные здания
- дом 4 — жилой дом (1906)  памятник архитектуры (региональный) 7020032000
- дом 6 — здание казённой аптеки приказа общественного призрения со службами. 1834 г., 1850 г., архитектор К. Турский  памятник архитектуры (вновь выявленный объект)[4], до 1942 года жила семья Мерзляковых, Иван Мерзляков, крестьянин-старобрядец, депутат III-ей Государственной Думы Российской империи (высланный в Томск после 1917 года)[5][6]
- дом 12 и 12/1 — Богородице-Алексеевский монастырь (корпус келий и Казанская церковь)  памятник архитектуры (региональный) 7000138000
- дом 23 — бывший доходный дом купца П. Макушина, единственный в Томске представитель типа жилого каменного доходного дома начала 20 века со своеобразной трактовкой внешнего облика, решённого в форме романтического модерна. (1912, архитектор Т. Л. Фишель)  памятник архитектуры (региональный) 7020002000
- дом 24 — усадьба XIX века  памятник архитектуры (региональный) 7000139000
- дом 25 — жилой дом конца XIX в. памятник архитектуры (вновь выявленный объект)[4]
- дома 27 и 29 — ансамбль усадьбы братьев Кухтериных с кирпичными воротами и въездной аркой. Конец XIX века. Двухэтажное каменное здание. 1872 г. Женская гимназия Тихонравовой. 1910 г. памятник архитектуры (вновь выявленный объект)[4]